# Jakub Curtaweli

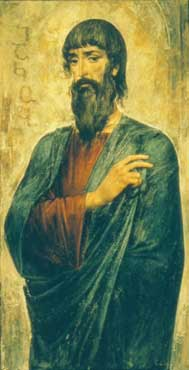
Jakub Curtaweli

Jakub Curtaweli (V w., gruz. იაკობ ცურტაველი, w polskich źródłach czasem także jako Jakub z Curtawi) – gruziński duchowny, pisarz, autor najstarszego zachowanego do dzisiaj tekstu w języku gruzińskim i jednocześnie najstarszego przykładu literatury gruzińskiej, pt. Męczeństwo świętej Szuszanik.
Jakub pochodził z miejscowości Curtawi. Był osobistym duchownym świętej Szuszanik. Po jej męczeńskiej śmierci królowej napisał Męczeństwo świętej Szuszanik, który uważany jest za najstarszy przykład literatury gruzińskiej, powstały przypuszczalnie między 476 a 483 r. Ze względu na styl oraz kompozycję dzieła przypuszcza się, iż Żywot nie był ani pierwszym, ani jedynym dziełem Jakuba, żaden jednak inny jego tekst nie zachował się do dzisiaj. Poza informacjami zawartymi w tekście żywota o samym Jakubie nic więcej nie wiadomo.
Żywot świętej Szuszanik Jakuba Curtaweli został przełożony na język polski przez Eugeniusza Biedkę (Kraków 1991).